# 1456 Saldanha
Az 1456 Saldanha (ideiglenes jelöléssel 1937 NG) egy kisbolygó a Naprendszerben. Cyril V. Jackson fedezte fel 1937. július 2-án.